# Бревін Найт
Бревін Ейдон Найт (англ. Brevin Adon Knight, нар. 8 листопада 1975, Лівінгстон, Нью-Джерсі, США) — американський професіональний баскетболіст, що грав на позиції розігруючого захисника за низку команд НБА. Згодом — коментатор матчів «Мемфіс Ґріззліс» на телеканалі «Fox Sports Tennessee».

## Ігрова кар'єра
На університетському рівні грав за команду Стенфорд (1993–1997). Завершив студентську кар'єру як лідер в історії команди за асистами та перехопленнями.
1997 року був обраний у першому раунді драфту НБА під загальним 16-м номером командою «Клівленд Кавальєрс». Професійну кар'єру розпочав 1997 року виступами за тих же «Клівленд Кавальєрс», захищав кольори команди з Клівленда протягом наступних 4 сезонів. У своєму дебютному сезоні був лідером ліги за кількістю перехоплень за гру та був включений до першої збірної новачків НБА.
Частину 2001 року виступав у складі «Атланта Гокс».
2001 року перейшов до «Мемфіс Ґріззліс», у складі якої провів наступні 2 сезони своєї кар'єри.
Наступною командою в кар'єрі гравця була «Фінікс Санз», за яку він відіграв лише частину сезону 2003 року.
З 2003 по 2004 рік грав у складі «Вашингтон Візардс».
Частину 2004 року виступав у складі «Мілвокі Бакс».
Наступною командою в кар'єрі гравця була «Шарлотт Бобкетс», за яку він відіграв 3 сезони.
З 2007 по 2008 рік грав у складі «Лос-Анджелес Кліпперс».
Останньою ж командою в кар'єрі гравця стала «Юта Джаз», до складу якої він приєднався 2008 року і за яку відіграв один сезон.

## Особисте життя
Одружений, виховує двох дітей. Є рідним братом баскетболіста Брендіна Найта.

## Статистика виступів в НБА

### Регулярний сезон
| Сезон             | Команда                 | GP  | GS  | MPG  | FG%  | 3P%  | FT%  | RPG | APG | SPG | BPG | PPG  |
| ----------------- | ----------------------- | --- | --- | ---- | ---- | ---- | ---- | --- | --- | --- | --- | ---- |
| 1997–98           | «Клівленд Кавальєрс»    | 80  | 76  | 31.0 | .441 | .000 | .801 | 3.2 | 8.2 | 2.5 | .2  | 9.0  |
| 1998–99           | «Клівленд Кавальєрс»    | 39  | 38  | 30.4 | .425 | .000 | .745 | 3.4 | 7.7 | 1.8 | .2  | 9.6  |
| 1999–00           | «Клівленд Кавальєрс»    | 65  | 46  | 27.0 | .412 | .200 | .761 | 3.0 | 7.0 | 1.6 | .3  | 9.3  |
| 2000–01           | «Клівленд Кавальєрс»    | 6   | 0   | 15.5 | .133 | .000 | .833 | 1.2 | 4.2 | 1.0 | .2  | 1.5  |
| 2000–01           | «Атланта Гокс»          | 47  | 43  | 29.0 | .385 | .100 | .817 | 3.4 | 6.1 | 2.0 | .1  | 6.9  |
| 2001–02           | «Мемфіс Ґріззліс»       | 53  | 11  | 21.7 | .422 | .250 | .757 | 2.1 | 5.7 | 1.5 | .1  | 7.0  |
| 2002–03           | «Мемфіс Ґріззліс»       | 55  | 4   | 16.9 | .425 | .250 | .541 | 1.5 | 4.2 | 1.3 | .0  | 3.9  |
| 2003–04           | «Фінікс Санз»           | 3   | 0   | 6.3  | .333 | .000 | .000 | 1.0 | 1.3 | 1.0 | .3  | .7   |
| 2003–04           | «Вашингтон Візардс»     | 32  | 12  | 18.7 | .420 | .200 | .704 | 1.9 | 3.2 | 1.6 | .0  | 4.3  |
| 2003–04           | «Мілвокі Бакс»          | 21  | 1   | 20.0 | .438 | .333 | .789 | 2.3 | 4.7 | 1.4 | .0  | 5.9  |
| 2004–05           | «Шарлотт Бобкетс»       | 66  | 61  | 29.5 | .422 | .150 | .852 | 2.6 | 9.0 | 2.0 | .1  | 10.1 |
| 2005–06           | «Шарлотт Бобкетс»       | 69  | 67  | 34.1 | .399 | .231 | .803 | 3.2 | 8.8 | 2.3 | .1  | 12.6 |
| 2006–07           | «Шарлотт Бобкетс»       | 45  | 25  | 28.3 | .419 | .056 | .805 | 2.6 | 6.6 | 1.5 | .1  | 9.1  |
| 2007–08           | «Лос-Анджелес Кліпперс» | 74  | 39  | 22.6 | .404 | .000 | .873 | 1.9 | 4.4 | 1.4 | .1  | 4.6  |
| 2008–09           | «Юта Джаз»              | 74  | 0   | 12.7 | .349 | .000 | .750 | 1.2 | 2.6 | .9  | .1  | 2.4  |
| Усього за кар'єру | Усього за кар'єру       | 729 | 423 | 24.9 | .412 | .134 | .789 | 2.4 | 6.1 | 1.7 | .1  | 7.3  |

### Плей-оф
| Сезон             | Команда              | GP | GS | MPG  | FG%  | 3P%  | FT%  | RPG | APG | SPG | BPG | PPG |
| ----------------- | -------------------- | -- | -- | ---- | ---- | ---- | ---- | --- | --- | --- | --- | --- |
| 1998              | «Клівленд Кавальєрс» | 4  | 4  | 33.0 | .286 | .000 | .600 | 4.0 | 5.8 | 2.5 | .3  | 4.5 |
| 2004              | «Мілвокі Бакс»       | 5  | 0  | 20.2 | .261 | .000 | .818 | 2.2 | 3.4 | 2.8 | .2  | 4.2 |
| 2009              | «Юта Джаз»           | 5  | 0  | 3.4  | .000 | .000 | .000 | .2  | .6  | .2  | .0  | .0  |
| Усього за кар'єру | Усього за кар'єру    | 14 | 4  | 17.9 | .255 | .000 | .714 | 2.0 | 3.1 | 1.8 | .1  | 2.8 |